# Lasioglossum macoupinense
Lasioglossum macoupinense är en biart som först beskrevs av Robertson 1895. Den ingår i släktet smalbin och familjen vägbin. Inga underarter finns listade i Catalogue of Life.

## Beskrivning
Ett slankt bi med svart huvud och mellankropp. Dessa har även en gles, tunn behåring. Bakkroppen är mörkbrun, hos honan nästan svart. På de tre första tergiterna, segmenten på bakkroppens ovansida, har honan fläckar av tät päls på sidornas främre delar. Hon har även en samling tätvuxna hår på baklåret, en pollenkorg som hon utnyttjar för att samla pollen. Hanen, å andra sidan, har övre delen av munskölden (clupeus) och överläppen (labrum) gula. Honan blir 5 till 6,5 mm lång, hanen omkring 5 mm.

## Ekologi
Arten, som flyger mellan april och september, är polylektisk, den besöker blommande växter från flera familjer: Berberisväxter, desmeknoppsväxter, dunörtsväxter, flockblommiga växter, himmelsblommeväxter, hortensiaväxter, kaprifolväxter, korgblommiga växter, korsblommiga växter, liljeväxter, måreväxter, nejlikväxter, pimpernötsväxter, kransblommiga växter, ranunkelväxter, rosväxter, strävbladiga växter, videväxter och ärtväxter
Inga säkra uppgifter finns om artens bo eller socialitet, men man antar att larvbona grävs ut under jord av en enda, och alltså solitär, hona.

## Utbredning
Utbredningsområdet omfattar Nordamerika från södra Kanada till östra USA. I Kanada från British Columbia, Alberta och österut till Nova Scotia, i USA från South Dakota, Minnesota och Iowa österut till New England och New York, söderut till North Carolina och Georgia.